# Spherillo societatis
Spherillo societatis är en kräftdjursart som beskrevs av Maccagno 1932. Spherillo societatis ingår i släktet Spherillo och familjen Armadillidae. Inga underarter finns listade i Catalogue of Life.